# Hệ thống âm thanh ô tô

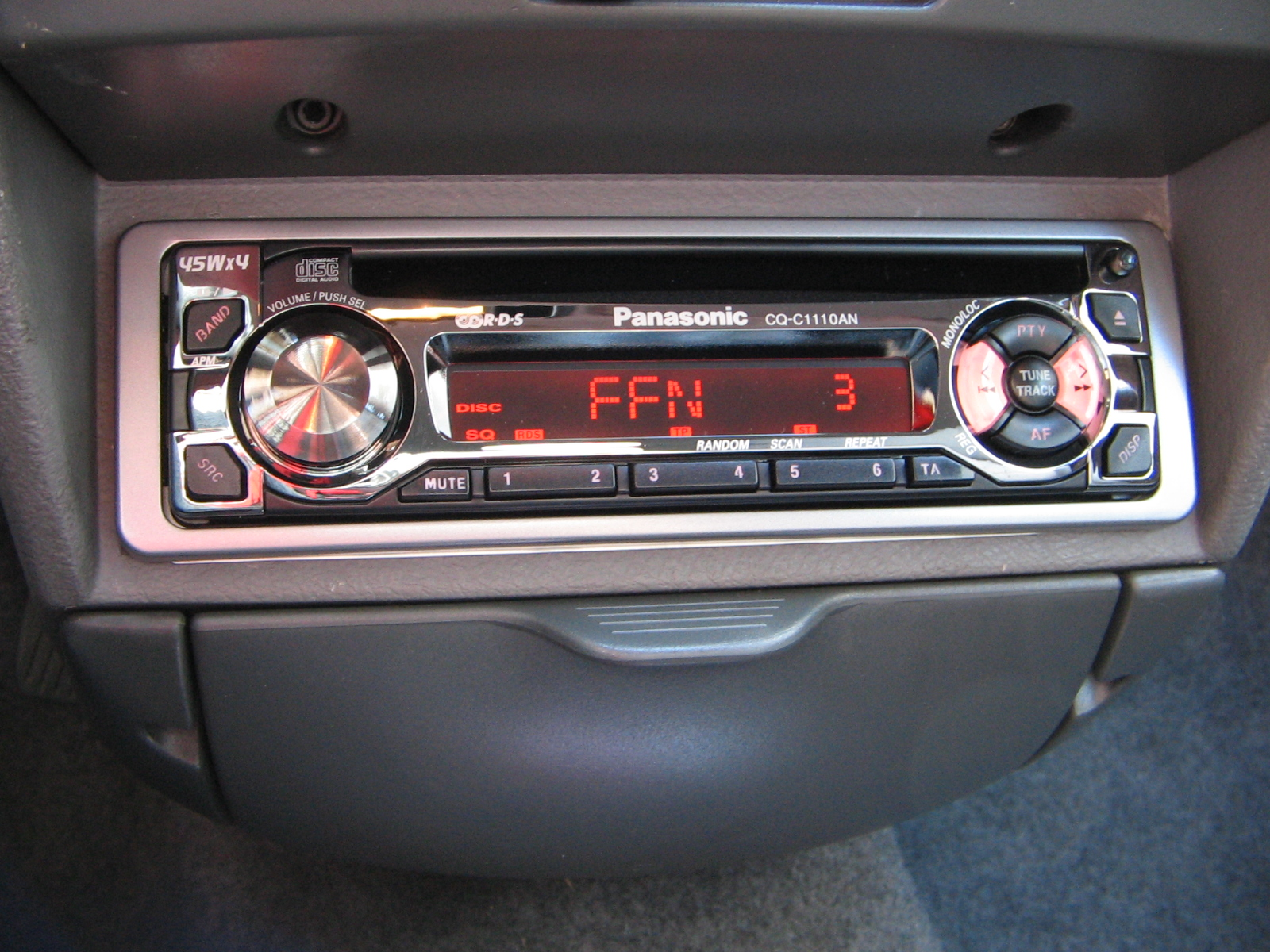
Một thiết bị đầu DIN với radio và CD

Hệ thống âm thanh ô tô hoặc âm thanh trên xe ô tô là thiết bị được lắp đặt trên xe hơi hoặc phương tiện khác để cung cấp thông tin và giải trí trong xe cho người ngồi trên xe. Cho đến những năm 1950, nó bao gồm một đài AM đơn giản. Các bổ sung kể từ đó bao gồm đài FM (1952), đầu phát băng 8 rãnh, đầu cassette, đầu ghi, đầu CD (1984), đầu DVD, đầu Blu-ray, hệ thống định vị, tích hợp điện thoại Bluetooth và bộ điều khiển điện thoại thông minh như CarPlay và Android Auto. Sau khi được điều khiển từ bảng điều khiển bằng một vài nút, giờ đây chúng có thể được điều khiển bằng điều khiển vô lăng và lệnh thoại.
Ban đầu được triển khai để nghe nhạc và radio, âm thanh trên xe hiện là một phần của hệ thống viễn thông, viễn thông, an ninh trong xe, gọi điện thoại rảnh tay, điều hướng và chẩn đoán từ xa. Các loa tương tự cũng có thể được sử dụng để giảm thiểu tiếng ồn của đường và động cơ với tính năng kiểm soát tiếng ồn chủ động hoặc chúng có thể được sử dụng để tăng âm thanh động cơ, chẳng hạn như làm cho âm thanh động cơ nhỏ kêu lớn hơn.

## Lịch sử

### Radio

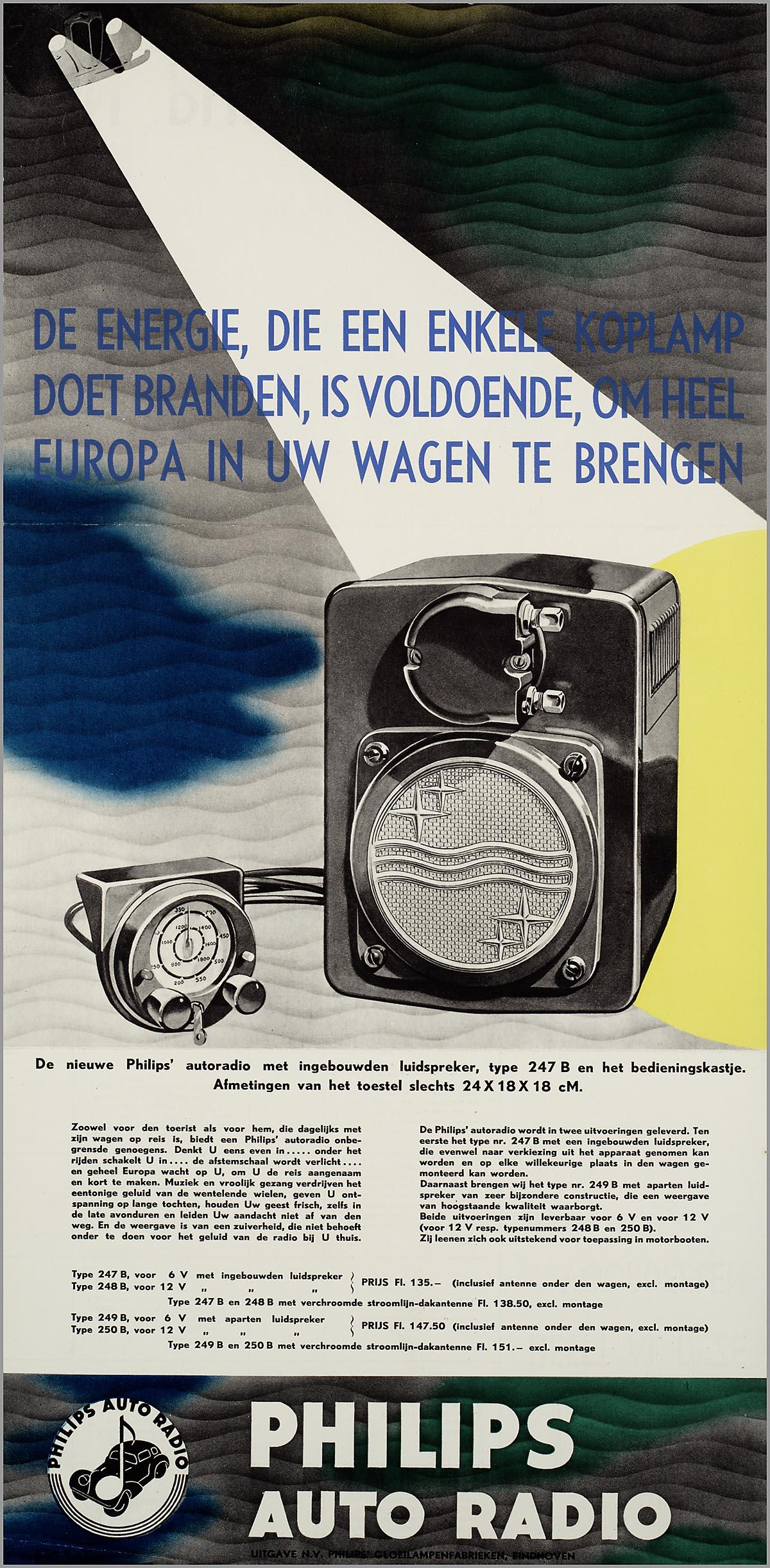
1937 Đài phát thanh tự động của Philips. Cân nặng 24 kg và chiếm 8 lít không gian, nó được gắn sàn với điều khiển từ xa có dây để lắp vào bảng điều khiển.

Vào năm 1904, trước khi công nghệ thương mại dành cho radio di động ra đời, nhà phát minh người Mỹ và tự xưng là "Cha đẻ của Radio" Lee de Forest đã thực hiện một số cuộc trình diễn xung quanh thiết bị phát thanh trên xe hơi tại Triển lãm Mua hàng Louisiana năm 1904 ở St. Louis.
Vào khoảng năm 1920, công nghệ ống chân không đã phát triển đến mức mà sự sẵn có của máy thu vô tuyến giúp cho việc phát sóng vô tuyến trở nên khả thi. Một thách thức kỹ thuật là các ống chân không trong máy thu thanh yêu cầu dòng điện một chiều từ 50 đến 250 vôn, nhưng pin ô tô chạy ở 6V. Điện áp được tăng lên với bộ rung cung cấp DC xung có thể được chuyển đổi thành điện áp cao hơn bằng máy biến áp, được chỉnh lưu và lọc để tạo ra DC điện áp cao hơn.
Năm 1924, Kelly's Motors ở NSW, Úc, đã lắp đặt radio trên xe hơi đầu tiên của mình.
Năm 1930, Tập đoàn sản xuất Galvin của Mỹ đã bán ra thị trường một máy thu thanh mang nhãn hiệu Motorola với giá 130 đô la. Nó rất đắt: Ford Model A đương thời chỉ có giá $540. Một chiếc sedan Plymouth, "có dây cho đài phát thanh Philco Transistone mà không phải trả thêm phí", được quảng cáo trên tạp chí Ladies 'Home Journal vào năm 1931. Năm 1932 tại Đức, đài phát thanh sóng dài và sóng trung Blaupunkt AS 5 được bán trên thị trường với giá 465 Reichsmark, khoảng một phần ba giá của một chiếc ô tô nhỏ. Bởi vì nó chiếm gần 10 lít không gian, nó không thể được đặt gần người lái, và được vận hành thông qua một điều khiển từ xa vô lăng. Năm 1933 Crossley Motors cung cấp một nhà máy trang bị radio cho xe hơi. Vào cuối những năm 1930, bộ đàm AM nút nhấn được coi là một tính năng tiêu chuẩn. Vào năm 1946, ước tính có khoảng 9 triệu chiếc radio AM được sử dụng.
Một bộ thu FM được Blaupunkt cung cấp vào năm 1952. Năm 1953, Becker giới thiệu AM / FM Becker Mexico với bộ chỉnh Variometer, về cơ bản là một chức năng dò đài hoặc quét.
Vào tháng 4 năm 1955, Tập đoàn Chrysler thông báo rằng họ đang cung cấp một đài phát thanh xe hơi bán dẫn mang thương hiệu Philco kiểu Mopar 914HR, như một tùy chọn trị giá 150 đô la cho các mẫu xe hơi năm 1956 của hãng Chrysler và Imperial. Tập đoàn Chrysler đã quyết định ngừng sử dụng tất cả các tùy chọn radio bán dẫn trên ô tô vào cuối năm 1956, do nó quá đắt và thay thế bằng radio ô tô hybrid (bóng bán dẫn và ống chân không điện áp thấp) rẻ hơn cho các mẫu ô tô mới năm 1957 của mình. Năm 1963, Becker giới thiệu Monte Carlo, một đài phát thanh trạng thái rắn không có ống chân không.
Từ năm 1974 đến năm 2005, Hệ thống thông tin tự động-Rundfunk-Informations đã được sử dụng bởi mạng ARD của Đức. Được phát triển bởi Institut für Rundfunktechnik và Blaupunkt, nó chỉ ra sự hiện diện của thông báo giao thông thông qua thao tác của sóng mang phụ 57 kHz của tín hiệu FM của đài. ARI đã được thay thế bằng Hệ thống Dữ liệu Vô tuyến.
Trong những năm 2010, radio internet và radio vệ tinh cạnh tranh với radio FM. Vào thời điểm này, một số mô hình đã cung cấp âm thanh vòm 5.1. Và đơn vị đầu ô tô ngày càng trở nên quan trọng như một nhà ở cho phía trước và sao lưu dashcams, Navis, và hệ điều hành với nhiều chức năng, chẳng hạn như Android Auto, CarPlay và MirrorLink. Các mô hình mới nhất sắp ra mắt được trang bị các tính năng như công nghệ Bluetooth cùng với cổng HDMI để kết nối tốt hơn. Kích thước màn hình thay đổi từ 5 inch đến 7 inch cho dàn âm thanh đôi xe Din.
Nhưng đến thế kỷ 21, đài AM / FM kết hợp với đầu đĩa CD vẫn là trụ cột chính của âm thanh xe hơi, mặc dù đã lỗi thời trong các ứng dụng không phải xe hơi.

### Phương tiện vật lý
Đầu phát di động cho phương tiện vật lý đã được cung cấp cho các bản ghi vinyl, băng 8 rãnh, băng cassette và đĩa compact.
Các nỗ lực cung cấp tính năng phát trên thiết bị di động từ phương tiện truyền thông lần đầu tiên được thực hiện với các đĩa vinyl, bắt đầu từ những năm 1950. Người chơi như vậy đầu tiên được Chrysler cung cấp như một tùy chọn trên các xe Chrysler, Desoto, Dodge và Plymouth năm 1956. Đầu đĩa được phát triển bởi CBS Labs và chơi một số lượng hạn chế các đĩa 7 inch được cung cấp đặc biệt ở tốc độ 16⅔ RPM. Thiết bị này là một lựa chọn đắt tiền, và đã bị loại bỏ sau hai năm. Các tùy chọn rẻ hơn sử dụng các bản ghi 45 vòng / phút thường có sẵn được thực hiện bởi RCA Victor (chỉ có sẵn vào năm 1961) và Norelco. Tất cả những thiết bị chơi nhạc này đều yêu cầu phải có thêm áp lực lên kim để tránh bị trượt trong quá trình xe di chuyển, điều này gây ra sự mài mòn gia tốc trên các đĩa.
Năm 1965, Ford và Motorola cùng nhau giới thiệu máy nghe nhạc 8 rãnh trong ô tô như một thiết bị tùy chọn cho các mẫu xe Ford năm 1966. Năm 1968, Philips giới thiệu một chiếc radio trên bảng điều khiển xe hơi với một đầu phát băng cassette tích hợp. Trong những năm tiếp theo, các băng cassette đã thay thế 8 rãnh và cải tiến công nghệ, với thời gian phát lâu hơn, chất lượng băng tốt hơn, tự động đảo ngược và giảm tiếng ồn Dolby. Chúng phổ biến trong suốt những năm 1970 và 1980.
Pioneer giới thiệu CDX-1, đầu đĩa CD (đĩa compact) đầu tiên trên ô tô, vào năm 1984. Nó được biết đến với chất lượng âm thanh được cải thiện, khả năng bỏ qua bản nhạc tức thì và độ bền của định dạng tăng lên so với băng cassette. Bộ đổi đĩa CD trên ô tô bắt đầu phổ biến vào cuối những năm 80 và tiếp tục trong suốt những năm 90, với các thiết bị trước đó được gắn trong cốp xe và những thiết bị sau đó được gắn trong bộ phận đầu, một số có thể chứa từ sáu đến mười đĩa CD. Đầu đĩa CD cổ phiếu và hậu mãi bắt đầu xuất hiện vào cuối những năm 1980, cạnh tranh với băng cassette. Chiếc xe đầu tiên có đầu đĩa CD OEM là Lincoln Town Car 1987, và những chiếc xe mới cuối cùng ở thị trường Mỹ được nhà máy trang bị hộp băng cassette trong bảng điều khiển là Lexus SC430 2010, và Ford Crown Victoria. Bộ chuyển đổi băng cassette trên ô tô cho phép người lái xe ô tô cắm máy nghe nhạc di động (đầu CD, máy nghe nhạc MP3) vào một khay băng cassette đã được lắp đặt sẵn.
Vào đầu thế kỷ 21, phương tiện lưu trữ kỹ thuật số nhỏ gọn - các thiết bị hỗ trợ Bluetooth, ổ USB, thẻ nhớ và ổ cứng chuyên dụng - đã được đưa vào hệ thống âm thanh trên xe.

## Kiểm soát tiếng ồn chủ động và tổng hợp tiếng ồn
Hệ thống âm thanh ô tô có thể là một phần của hệ thống kiểm soát tiếng ồn chủ động giúp giảm tiếng ồn của động cơ và đường cho người lái và hành khách. Một hoặc nhiều micrô được sử dụng để thu âm thanh từ nhiều nơi khác nhau trên xe, đặc biệt là khoang động cơ, bên dưới hoặc ống xả và những tín hiệu này được xử lý bởi bộ xử lý tín hiệu kỹ thuật số (DSP) sau đó được gửi đến loa theo cách sao cho tín hiệu được xử lý làm giảm hoặc loại bỏ tiếng ồn bên ngoài nghe được bên trong xe. Một hệ thống ban đầu chỉ tập trung vào tiếng ồn động cơ đã được Lotus phát triển và cấp phép cho các mẫu Nissan Bluebird năm 1992 được bán tại Nhật Bản. Lotus sau đó đã hợp tác với Harman vào năm 2009 để phát triển một hệ thống giảm tiếng ồn hoàn thiện hơn, bao gồm tiếng ồn trên đường, tiếng ồn của lốp và rung động của khung gầm. Một lợi ích của việc kiểm soát tiếng ồn chủ động là chiếc xe có thể nặng hơn, ít sử dụng vật liệu làm giảm âm thanh hơn và không có trục cân bằng nặng trong động cơ. Loại bỏ trục cân bằng cũng làm tăng hiệu quả sử dụng nhiên liệu. Honda Accord 2013 sử dụng hệ thống kiểm soát tiếng ồn chủ động, cũng như dòng xe sang Lincoln 2013 và các mẫu Ford C-Max và Fusion. Dữ liệu vận hành khác cũng có thể đóng một phần trong DSP, dữ liệu như tốc độ của động cơ tính theo vòng quay trên phút (RPM) hoặc tốc độ đường cao tốc của ô tô. Một hệ thống khử nhiều nguồn có thể đạt đến 80% tiếng ồn được loại bỏ.
Hệ thống tương tự cũng có thể được sử dụng để tổng hợp hoặc gia tăng tiếng ồn của động cơ để làm cho động cơ phát ra âm thanh mạnh mẽ hơn cho người lái. Đối với Ford Mustang EcoBoost Fastback 2015 và EcoBoost Fastback Premium, hệ thống "Kiểm soát tiếng ồn chủ động" đã được phát triển để khuếch đại âm thanh động cơ qua loa xe. Một hệ thống tương tự cũng được sử dụng trên xe bán tải F-150. Volkswagen sử dụng Soundaktor, một loại loa đặc biệt để phát âm thanh trên những chiếc xe hơi như Golf GTi và Beetle Turbo. BMW phát một mẫu động cơ đã ghi của mình qua loa xe hơi, sử dụng các mẫu khác nhau tùy theo tải và công suất của động cơ.

## Thành phần
Hệ thống có sẵn là ứng dụng OEM mà nhà sản xuất xe chỉ định cài đặt khi xe được sản xuất.
Các thành phần hậu mãi cũng có thể được sử dụng.
- Bộ phận chính: Các sản phẩm bộ phận đầu bao gồm màn hình và các nút và được sản xuất chủ yếu ở dạng DIN, theo tiêu chuẩn ISO 7736. Các đơn vị đầu có dạng DIN đơn hoặc DIN đôi.
- Đầu nối cho âm thanh xe hơi, nơi sử dụng Bộ điều hợp khai thác ISO 10487.
- Tụ điện
- Bộ khuếch đại công suất âm thanh di động

Bộ khuếch đại tăng mức công suất của tín hiệu âm thanh. Một số đơn vị đầu có bộ khuếch đại âm thanh nổi tích hợp. Các hệ thống âm thanh xe hơi khác sử dụng bộ khuếch đại độc lập riêng biệt. Mỗi bộ khuếch đại đều có mức công suất định mức đôi khi được ghi trên thiết bị đầu có bộ khuếch đại tích hợp hoặc trên nhãn của thiết bị độc lập.
- Loa ô tô và loa siêu trầm.
- Vật liệu khử âm thanh thường được sử dụng trong các hốc cửa và khu vực khởi động để làm giảm rung động dư thừa của các tấm trong xe phản ứng với âm trầm lớn của loa siêu trầm, đặc biệt là tiếng khởi động.
- Ổ đĩa quang với cơ chế tải khe

## Tính hợp pháp
Hệ thống âm thanh quá lớn trên ô tô vi phạm quy định về tiếng ồn của các thành phố, một số hệ thống âm thanh ngoài vòng pháp luật. Năm 2002, Bộ Tư pháp Hoa Kỳ đã ban hành một hướng dẫn cho các sĩ quan cảnh sát về cách giải quyết các vấn đề liên quan đến hệ thống âm thanh lớn trong ô tô.